# Butoh
O butô (em japonês:  舞踏, transl. 墨絵) ou ainda Ankoku Butô(暗黒舞踏, lit ''Dança das Trevas'') é uma dança que surgiu no Japão pós-guerra e ganhou o mundo na década de 1970. Criada por Tatsumi Hijikata (9 de março de 1928 - 21 de janeiro de 1986) na década de 1950 o butô é também inspirado nos movimentos de vanguarda, expressionismo, surrealismo, construtivismo, entre outros. Juntamente com ele, Kazuo Ohno (27 de outubro de 1906 - 1 de junho de 2010) divide a criação desta dança.

## História

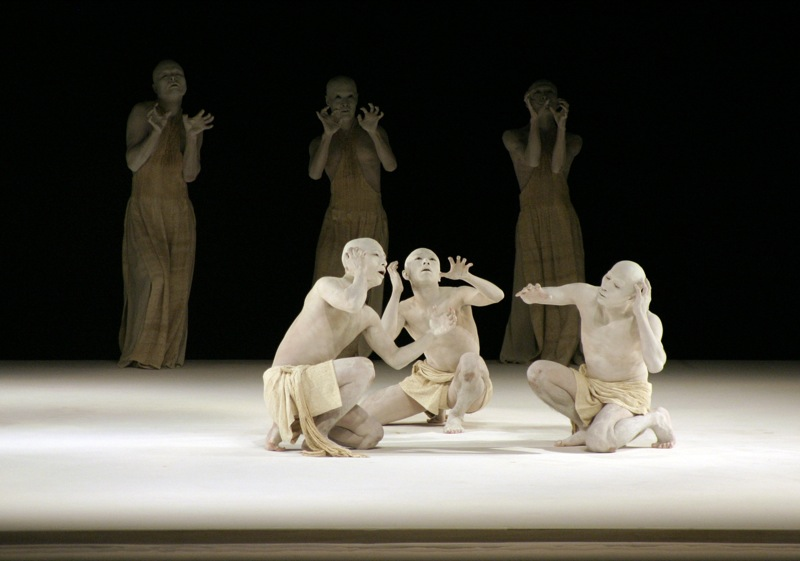
Butoh

O butô é o resultado, muito mais filosófico que artístico, da confluência de duas culturas completamente opostas e nitidamente anacrônicas: a ocidental, que vinha sendo moldada pela ideologia americana dos anos 1950, e a oriental, embasada em séculos e séculos da mais pura tradição milenar japonesa.
Tatsumi Hijikata e Kazuo Ohno, os expoentes e criadores dessa arte, buscaram nas vanguardas europeias, como no expressionismo, no cubismo e no surrealismo, e nas danças japonesas, como nô e bugaku, a inspiração para a criação de sua arte.
O Butoh tem um contexto histórico relacionado com o pós-guerra podendo se associar com o rasto de destruição deixado pelos bombardeamentos atómicos das cidades de Hiroshima e Nagasaki realizados pelos Estados Unidos contra o Império do Japão durante os estágios finais da Segunda Guerra Mundial, em agosto de 1945, o que viria a acrescentar uma estética grotesca e da abjecção. •Butoh acabaria por realizar o desejo artaudiano de um Teatro da Crueldade: um teatro da vida, da  existência e suas forças mais dionísiacas. (Lousa, Teresa, LE BUTOH ET LE RAVISSEMENT DE L’ESPRIT, Paris, 2019, p. 339) 
Propondo a subversão das convenções assumidas pelas vanguardas, o butô busca uma forma de expressão que não seja necessariamente coreografada, nem presa a movimentos estereotipados que remetam a uma técnica específica. Preocupa-se em expressar a individualidade do butoka sem máscaras nem véus de alegoria, mostrando o que o ser humano tem de verdade na alma, no espírito — mesmo que para isso desvende o que pode haver de mais sórdido, solitário e obscuro no interior do dançarino. E, a fim de que isso venha à tona, não cabe que o meio no qual se dá a expressão seja preso a convenções que mascaram a verdade interior do ser humano. O que deve ser feito, segundo a filosofia do butô, é libertar-se das formas do corpo e do pensamento.
Kazuo Ohno utilizava termos bastante sugestivos para a transmissão de conhecimentos aos discípulos. Eram eles: o corpo morto — o qual sugere um corpo e uma alma vazios, livres, leves, sem empecilhos que os impeçam de exprimir-se, incluindo-se aqui também a ideia do “olho de peixe”, que lembra os olhos de um cadáver, sem vida e estáticos, porém, assim como o peixe, extremamente vivos e prontos para reagir, como deve ser o butoka; crazy dance, estilo livre — referindo-se ao livrar-se de convenções que determinam os movimentos do corpo e da mente, uma expressão pura, particular a cada butoka; o passado, os mortos — segundo Kazuo, só somos hoje o que somos graças aos nossos mortos; aqui está inclusa a ideia zen-budista da transitoriedade das coisas, ou seja, a noção de que é necessária a morte para que haja a vida.
Como toda a arte que fica grafada nas páginas da história, o butô manifesta o que é universal, o que é o ser humano com a sua torpe verdade. Assim, tanto para o butoka quanto para aqueles que o veem dançar, as máscaras sociais são arrancadas, e a verdade de cada um é brutalmente desvendada, causando, por consequência, uma espécie de alvoroço interior que nos obriga a sair de nossas estaticidades e conformações em busca do nosso verdadeiro eu. Assim, se compreende o intento de Hijikata ao pretender o butô não como uma simples dança, mas como uma filosofia.